# Donje Trnjane
Donje Trnjane (en serbe cyrillique : Доње Трњане) est un village de Serbie situé sur le territoire de la Ville de Leskovac, district de Jablanica. Au recensement de 2011, il comptait 255 habitants.

## Démographie

### Évolution historique de la population
| 1948 | 1953 | 1961 | 1971 | 1981 | 1991 | 2002 | 2011 |
| ---- | ---- | ---- | ---- | ---- | ---- | ---- | ---- |
| 271  | 273  | 291  | 338  | 345  | 366  | 289  | 255  |

|  |